# Teratoscincus roborowskii
Teratoscincus roborowskii — вид ящериц рода сцинковые гекконы. Этот вид является эндемиком Турфанской впадины в Синьцзяне, на северо-западе Китая, где он встречается в засушливых кустарниках и пустынных местах обитания. Длина морды достигает75,5-93,6 мм, а у взрослых самцов голова, как правило, шире, чем у взрослых самок.
Эта ящерица ведет ночной образ жизни и обитает на земле, ночью вылезая из норы в поисках корма. Его рацион меняется в зависимости от сезона: весной он питается в основном насекомыми, а летом и осенью — фруктами. Плоды каперсов являются важным продуктом питания в определённые месяцы, а геккон также является распространителем семян этого растения. Зимой эта рептилия спит в своей норе.
Известно, что молодые особи этого вида при угрозе загибают хвосты вперёд, скорее всего, чтобы имитировать ядовитых скорпионов и избегать хищников. По размеру, цвету и манере бега они также похожи на скорпионов Mesobuthus, что еще раз подтверждает идею о том, что они демонстрируют бейтсовскую мимикрию.

## Распространение и среда обитания
Эндемик Турфанской впадины в Синьцзяне, Китай, где он встречается в песчаных районах, таких как кустарники и пустыни. Более старые записи о его обнаружении в Ганьсу теперь считаются ошибочными. Его среда обитания засушливая, со средним годовым количеством осадков 16,4 мм и годовым испарением 3000 мм. Он встречается в широком диапазоне высот: от 100 м ниже до 470 м над уровнем моря, а его предполагаемая площадь распространения составляет 6811 км². Гниющая древесина является важной микросредой обитания для этого вида, обеспечивая укрытие, кормление и терморегуляцию.

## Внешний вид и строение
Ящерица среднего размера, взрослые особи этого вида достигают длины от кончика рыла до отверстия клоаки 75,52-93,62 мм и демонстрируют половой диморфизм: у самцов голова шире, чем у самок. В среднем ширина головы взрослой особи составляет 20,31 мм у самцов и 19,77 мм у самок, хотя у молодых особей существенных различий между полами нет. У этого вида большие глаза, а морда и хвост короткие. Чешуи на голове мелкие, а на туловище и хвосте большие и перекрываются. Большие циклоидные чешуи на задней части шеи сужаются от уровня передних конечностей к уровню уха, что отличает этот вид от родственных ему сцинкового геккона и сцинкового геккона Пржевальского. Взрослые особи имеют преимущественно оранжевый фоновый окрас с неравномерными темными пятнами на верхней поверхности, а нижняя сторона и бока светлее . У молодых особей на верхней стороне тела имеются тонкие темные полосы, которые с возрастом исчезают. На теле может быть от пяти до восьми таких полос, а на хвосте — от четырех до шести, но чаще всего на теле и хвосте бывает семь и пять полос соответственно. Этот рисунок может быть имитацией скорпионов Mesobuthus, у которых семь пластин тела и пять сегментов брюшка..

## Поведение и экология
Эта рептилия ведет ночной образ жизни: днем прячется в норы, а ночью выходит на корм. Он активен при температуре 17-41 °C и зимует в своей норе с октября до конца марта. Хотя в основном они живут поодиночке, были замечены пары из самцов и самок, выходящих из одних и тех же нор. Это наземный вид, кормится в основном вблизи растительности или под ней, и может бежать к кустарникам, если его потревожить на открытом месте. Самки откладывают одно или два яйца среди кустарников.

## Питание
Эта ящерица — всеядный вид с разнообразным рационом. В первую очередь он плотояден, животная пища составляет 79,42 % его рациона, и питается в основном насекомыми. В его рационе отмечены сезонные сдвиги: с апреля по май он потребляет в основном муравьев, чернотелок и жужелиц, тогда как с июня по сентябрь значимым продуктом питания становятся плоды растений, а чернотелок потребляется меньше. Этот сдвиг в рационе сезонно меняет кишечную флору ящерицы: осенью разнообразие микробиоты меньше, но осенью присутствует больше разных типов и семейств. Сообщается, что плоды куста каперсов, которые начинают созревать в июле, являются его основным растительным продуктом питания и могут составлять 85 % его рациона летом и осенью. Этот геккон имеет мутуалистические отношения с кустом каперсов, поскольку он является эффективным распространителем семян растения. Установлено, что задержка в пищеварительной системе геккона повышает проницаемость оболочек семян каперсов, что увеличивает скорость прорастания, нарушает период покоя и улучшает поглощение воды семенами. Кроме того, ящерица обычно выделяет семена через дефекацию в местах, подходящих для прорастания.

## Норы
Известно, что этот геккон роет норы и живёт в них. Обычно глубина такой норы более 20 см, они имеют до четырёх ответвлений, но только один вход. Такая глубина обеспечивает стабильность температуры выше 0 °C, не позволяя животному замёрзнуть во время спячки. Норы глубиной менее 20 см имеют более простое строение, с одним неразветвлённым ходом и, скорее всего, представляют собой временные или недостроенные норы. Норы взрослых особей шире и крупнее, чем у молодых, и в основном находятся в пределах 20 м от ближайшей растительности, тогда как норы молодых особей обычно располагаются ближе к растениям и в пределах 5 м. Гекконы всех возрастов роют норы одинаковой глубины.

## Смертность
Как и другие мелкие рептилии, T. roborowskie является добычей различных животных. Потенциальными врагами этой ящерицы являются домовый сыч, рыжая лисица и песчаный удавчик. Молодые особи могут даже стать жертвой сородичей .
Известно, что гекконы на разных этапах своей жизни используют различные приемы, чтобы избежать нападения хищников. Известно, что для защиты он отбрасывает хвост, и можно наблюдать особей с регенерированными хвостами. Сообщается, что при угрозе взрослые особи принимают выгнутую позу, размахивая хвостом из стороны в сторону, при этом чешуя хвоста издает шипящий звук (предположительно, чтобы отпугнуть хищников). Молодые особи могут напрягать свое тело и скручивать хвосты вперед в позе скорпиона, когда их провоцируют, что считается бейтсовским подражанием скорпионам Mesobuthus. Кроме того, молодые особи по размеру, окраске и поведению при побеге похожи на этих скорпионов, что затрудняет различие между ними ночью в лунном свете, что еще раз подтверждает эту теорию. Убегая, взрослая ящерица старается бежать зигзагами и на большие расстояния, чем молодая ящерица, которая обычно пробегает небольшое расстояние по прямой, как и скорпионы Mesobutus. Имитируя ядовитого скорпиона, сравнительно безобидный молодой геккон может удержать хищников от нападения на него. Особи всех возрастов могут уйти в свои норы или спрятаться под листвой, когда их преследуют .

## Охрана
МСОП оценил этот вид как вызывающий наименьшие опасения в 2019 году из-за отсутствия серьёзных угроз и свидетельств упадка. Известно, что его отлавливают для торговли террариумными животными, но последствия этого неясны. Хотя этот вид имеет ограниченное распространение, он локально обычен и имеет, по-видимому, большую популяцию. Отэм и Хан (1989) сообщили, что гекконов было настолько много в одном месте, что они «часто наблюдали более 40 светов глаз в одном месте», совершая полный круг с фонариком в руках.